# Unione Valle del Tevere - Soratte
L'Unione Valle del Tevere - Soratte è un'unione di comuni del Lazio, in provincia di Roma, formata dai comuni di: Civitella San Paolo, Filacciano, Nazzano, Ponzano Romano, Sant’Oreste e Torrita Tiberina.